# Mollisquama
Mollisquama – rodzaj morskich ryb chrzęstnoszkieletowej z rodziny scymnowatych (Dalatiidae).

## Rozmieszczenie geograficzne
Do rodzaju należą gatunki występujące wodach zachodniego Oceanu Atlantyckiego (Zatoka Meksykańska) i wschodniego Oceanu Spokojnego (Grzbiet Nazca).

## Morfologia
Długość ciała do 14,2 cm.

## Systematyka
Rodzaj zdefiniował w 1984 roku rosyjski ichtiolog Władimir Dołganow w artykule poświęconym nowemu rekinowi z rodziny koleniowatych opublikowanym w czasopiśmie Zoołogiczeskij żurnał. Gatunkiem typowym jest (oryginalne oznaczenie) M. parini.

### Etymologia
Mollisquama: łac. mollis ‘gładki’; squama ‘łuska’.

### Podział systematyczny
Do rodzaju należą następujące gatunki:
- Mollisquama mississippiensis Grace, Doosey, Denton, Naylor, Bart & Maisey, 2019
- Mollisquama parini Dolganov, 1984